# Wskaźnik rozwoju społecznego
| ≥ 0.950 0.900–0.950 0.850–0.899 0.800–0.849 0.750–0.799 0.700–0.749 0.650–0.699 | 0.600–0.649 0.550–0.599 0.500–0.549 0.450–0.499 0.400–0.449 ≤ 0.399 brak danych |

| 0.800–1.000 (bardzo wysoki) 0.700–0.799 (wysoki) 0.550–0.699 (średni) | 0.350–0.549 (niski) brak danych |

Wskaźnik rozwoju społecznego państw świata uwzględniający nierówność (IHDI), dane z 2023, opublikowane w 2025.

Wskaźnik rozwoju społecznego państw świata uwzględniający nierówność (IHDI), dane z 2018, opublikowane w 2019.

Wskaźnik rozwoju społecznego w 2013

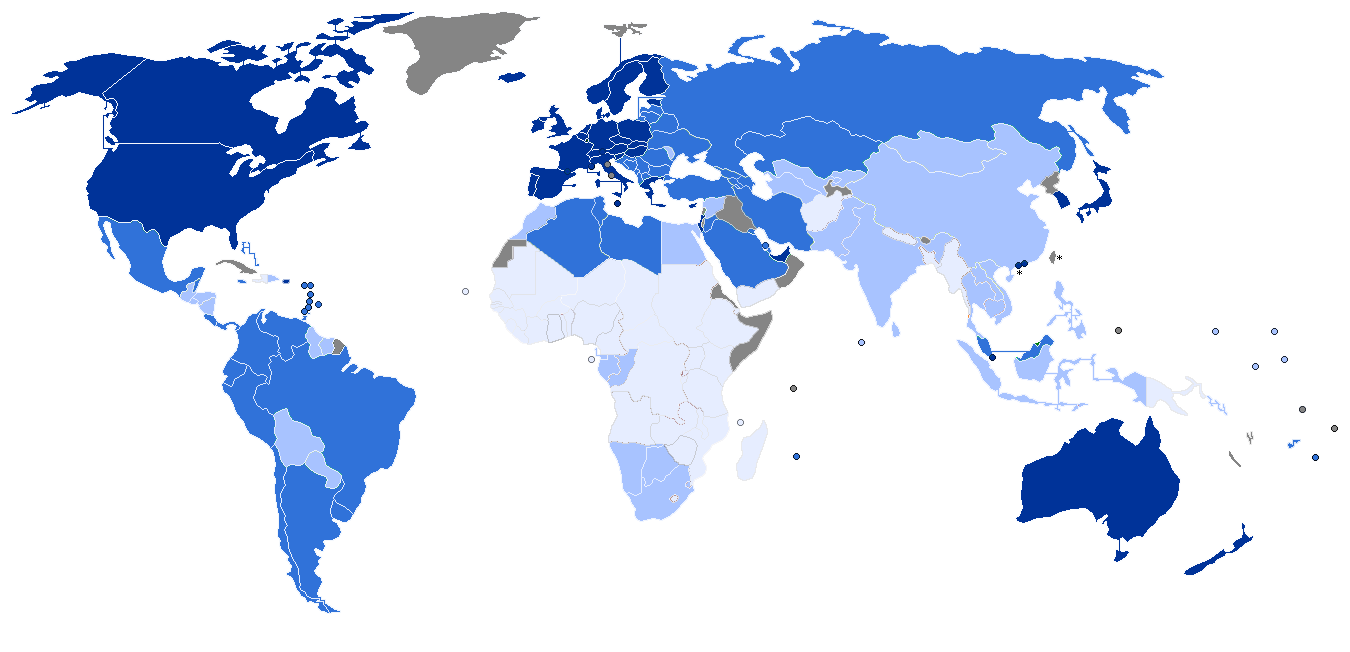
Wskaźnik rozwoju społecznego w 2010

Wskaźnik rozwoju społecznego w 2008

Wskaźnik rozwoju społecznego w 2005

Wskaźnik rozwoju społecznego, WRS, HDI (od ang. Human Development Index, w dosł. tłum. „wskaźnik rozwoju ludzkiego”) – syntetyczny miernik opisujący stopień rozwoju społeczno-ekonomicznego poszczególnych krajów (stąd czasem nazywany wskaźnikiem rozwoju społeczno-ekonomicznego), opracowany w roku 1990 przez pakistańskiego ekonomistę Mahbuba ul Haqa. Oparty na tym wskaźniku system porównywania wprowadzony został przez Organizację Narodów Zjednoczonych i, od 1993 roku, wykorzystuje go w swoich corocznych raportach oenzetowska agenda do spraw rozwoju (UNDP).

## Składowe wskaźnika
Wskaźnik HDI ocenia kraje na trzech obszarach: „długie i zdrowe życie” (long and healthy life), „wiedza” (knowledge) i „dostatni standard życia” (decent standard of living). Od roku 2010 do ich pomiaru służą następujące wskaźniki:
- oczekiwana długość życia
- średnia liczba lat edukacji otrzymanej przez mieszkańców w wieku 25 lat i starszych
- oczekiwana liczba lat edukacji dla dzieci rozpoczynających proces kształcenia
- dochód narodowy per capita w USD, liczony według parytetu siły nabywczej danej waluty.

## Ranking HDI
|    | Państwo                      | Wskaźnik HDI | Spodziewana długość życia | Dochód narodowy na osobę (w tys. dolarów USA, według parytetu siły nabywczej w 2011 r.) |
| -- | ---------------------------- | ------------ | ------------------------- | --------------------------------------------------------------------------------------- |
| 1  | Norwegia                     | 0,949        | 81,7                      | 67,614                                                                                  |
| 2  | Australia                    | 0,939        | 82,5                      | 42,822                                                                                  |
| 3  | Szwajcaria                   | 0,939        | 83,1                      | 56,364                                                                                  |
| 4  | Niemcy                       | 0,926        | 81,1                      | 45,000                                                                                  |
| 5  | Dania                        | 0,925        | 80,4                      | 44,519                                                                                  |
| 6  | Singapur                     | 0,925        | 83,2                      | 78,162                                                                                  |
| 7  | Holandia                     | 0,924        | 81,7                      | 46,326                                                                                  |
| 8  | Irlandia                     | 0,923        | 81,1                      | 37,065                                                                                  |
| 9  | Kanada                       | 0,920        | 82,2                      | 42,582                                                                                  |
| 10 | USA                          | 0,920        | 79,2                      | 53,245                                                                                  |
| 11 | Hong Kong                    | 0,917        | 84,2                      | 54,265                                                                                  |
| 12 | Nowa Zelandia                | 0,915        | 82,0                      | 32,870                                                                                  |
| 13 | Szwecja                      | 0,913        | 82,3                      | 46,251                                                                                  |
| 14 | Liechtenstein                | 0,912        | 80,2                      | 75,065                                                                                  |
| 15 | Wielka Brytania              | 0,909        | 80,8                      | 37,931                                                                                  |
| 16 | Japonia                      | 0,903        | 83,7                      | 37,268                                                                                  |
| 17 | Korea Płd.                   | 0,901        | 82,1                      | 34,541                                                                                  |
| 18 | Izrael                       | 0,899        | 82,6                      | 31,215                                                                                  |
| 19 | Luksemburg                   | 0,898        | 81,9                      | 62,471                                                                                  |
| 20 | Francja                      | 0,897        | 82,4                      | 38,085                                                                                  |
| 21 | Belgia                       | 0,896        | 81,0                      | 41,243                                                                                  |
| 22 | Finlandia                    | 0,895        | 81,0                      | 38,868                                                                                  |
| 23 | Austria                      | 0,893        | 81,6                      | 43,609                                                                                  |
| 24 | Słowenia                     | 0,890        | 80,6                      | 28,664                                                                                  |
| 25 | Włochy                       | 0,887        | 83,3                      | 33,573                                                                                  |
| 26 | Hiszpania                    | 0,884        | 82,8                      | 32,779                                                                                  |
| 27 | Polska                       | 0,876 (2021) | 77,6                      | 24,117                                                                                  |
| 28 | Czechy                       | 0,875        | 78,8                      | 28,144                                                                                  |
| 29 | Grecja                       | 0,866        | 81,1                      | 24,808                                                                                  |
| 30 | Brunei                       | 0,865        | 79,0                      | 72,843                                                                                  |
| 31 | Estonia                      | 0,865        | 77,0                      | 26,362                                                                                  |
| 32 | Andora                       | 0,858        | 81,5                      | 47,979                                                                                  |
| 33 | Cypr                         | 0,856        | 80,3                      | 29,459                                                                                  |
| 34 | Malta                        | 0,856        | 80,7                      | 29,500                                                                                  |
| 35 | Katar                        | 0,856        | 78,3                      | 129,916                                                                                 |
| 36 | Litwa                        | 0,848        | 73,5                      | 26,006                                                                                  |
| 37 | Chile                        | 0,847        | 82,0                      | 21,665                                                                                  |
| 38 | Arabia Saudyjska             | 0,847        | 74,4                      | 51,320                                                                                  |
| 39 | Słowacja                     | 0,845        | 76,4                      | 26,764                                                                                  |
| 40 | Portugalia                   | 0,843        | 81,2                      | 26,104                                                                                  |
| 41 | Zjednoczone Emiraty Arabskie | 0,840        | 77,1                      | 66,203                                                                                  |
| 42 | Węgry                        | 0,836        | 75,3                      | 23,394                                                                                  |
| 43 | Łotwa                        | 0,830        | 74,3                      | 22,589                                                                                  |
| 44 | Argentyna                    | 0,827        | 76,5                      | 20,945                                                                                  |
| 45 | Chorwacja                    | 0,827        | 77,5                      | 20,291                                                                                  |
| 46 | Bahrajn                      | 0,824        | 76,7                      | 37,236                                                                                  |
| 47 | Czarnogóra                   | 0,807        | 76,4                      | 15,410                                                                                  |
| 48 | Rosja                        | 0,804        | 70,3                      | 23,286                                                                                  |
| 49 | Rumunia                      | 0,802        | 74,8                      | 19,428                                                                                  |
| 50 | Kuwejt                       | 0,800        | 74,5                      | 76,075                                                                                  |

## Zwycięzcy rankingu w poszczególnych latach
- 2021 – Szwajcaria
- 2020 – Norwegia[3]
- 2019 – Norwegia
- 2017 – Norwegia
- 2016 – Norwegia
- 2015 – Norwegia[4]
- 2014 – Norwegia[5]
- 2013 – Norwegia
- 2012 – Norwegia[6]
- 2011 – Norwegia[7]
- 2010 – Norwegia[8]
- 2009 – Norwegia
- 2008 – Islandia
- 2007 – Islandia
- 2006 – Norwegia
- 2005 – Norwegia
- 2004 – Norwegia
- 2003 – Norwegia
- 2002 – Norwegia
- 2001 – Norwegia
- 2000 – Norwegia
- 1999 – Kanada
- 1998 – Kanada
- 1997 – Kanada
- 1996 – Kanada
- 1995 – Norwegia
- 1994 – Kanada
- 1993 – Japonia
- 1992 – Kanada
- 1991 – Japonia
- 1990 – Kanada
- 1985 – Kanada
- 1980 – Szwajcaria

W 2014 roku Polska zajmowała 35 miejsce ex aequo z Litwą.